# Robert iz Newminstera
Robert iz Newminstera (Gargrave, oko 1100. – Newminster, 7. lipnja 1159.), engleski svećenik, opat i svetac.

## Životopis
Rodio se 1100. u Gargraveu u Engleskoj. Studirao je na Sveučilištu u Parizu. Nakon studiranja djeluje kao župnik u rodnom mjestu Gargrave. Kasnije je ušao u benediktinsku opatiju Whitby, ali je kasnije postao cistercit u samostanu Fountains u Jorkshiru. Godine 1138. osnovao je cistercitski samostan u Newminsteru, blizu dvorca Ralph de Merlay, i postao je u njemu prvi opat. Umro je 7. lipnja 1159., uoči blagdana Svetog Trojstva, među redovnicima, u Newminsteru, gdje je i pokopan. Spomendan mu se obilježava 7. lipnja. Često se prikazuje u crkvenoj umjetnosti kao opat koji drži crkvu.

## Vanjske poveznice
- Sveci.net - Životopis  Arhivirana inačica izvorne stranice od 4. ožujka 2016. (Wayback Machine)